# Ronde van Spanje 2019/Tweede etappe
De tweede etappe van de Ronde van Spanje 2019 werd verreden op 25 augustus tussen Benidorm en Calpe. In het begin was het parcours flink heuvelachtig. Vooraf werden de sprinters kansrijk geacht om voor de etappezege te strijden. De koers werd beslist op de laatste klim, waar de sprinters allemaal werden gelost. Een groep van vijf maakten zich los van de rest, waarvan Nairo Quintana de beste was; hij sprong op drie kilometer uit de kopgroep weg. 
| Benidorm – Calpe (199,6 km) |                    |                        |          |
| Plaats                      | Naam               | Ploeg                  | Tijd     |
| 1                           | Nairo Quintana     | Movistar Team          | 5u11'17" |
| 2                           | Nicolas Roche      | Team Sunweb            | + 5"     |
| 3                           | Primož Roglič      | Team Jumbo-Visma       | z.t.     |
| 4                           | Rigoberto Urán     | EF Education First     | z.t.     |
| 5                           | Fabio Aru          | UAE Team Emirates      | z.t.     |
| 6                           | Mikel Nieve        | Mitchelton-Scott       | + 8"     |
| 7                           | Sergio Higuita     | EF Education First     | + 37"    |
| 8                           | Tadej Pogačar      | UAE Team Emirates      | z.t.     |
| 9                           | Alex Aranburu      | Caja Rural-Seguros RGA | z.t.     |
| 10                          | Alejandro Valverde | Movistar Team          | z.t.     |
|                             |                    |                        |          |
| 12                          | Wilco Kelderman    | Team Sunweb            | z.t.     |
| 35                          | Dylan Teuns        | Bahrain-Merida         | + 1'43"  |

| Algemeen klassement |                    |                       |          |
| Plaats              | Naam               | Ploeg                 | Tijd     |
| Rode trui           | Nicolas Roche      | Team Sunweb           | 5u26'12" |
| 2                   | Nairo Quintana     | Movistar Team         | + 2"     |
| 3                   | Rigoberto Urán     | EF Education First    | + 8"     |
| 4                   | Mikel Nieve        | Mitchelton-Scott      | + 22"    |
| 5                   | Miguel Ángel López | Astana Pro Team       | + 33"    |
| 6                   | Primož Roglič      | Team Jumbo-Visma      | + 36"    |
| 7                   | Wilco Kelderman    | Team Sunweb           | + 38"    |
| 8                   | Sergio Higuita     | EF Education First    | + 40"    |
| 9                   | Davide Formolo     | BORA-hansgrohe        | + 46"    |
| 10                  | Rafał Majka        | BORA-hansgrohe        | z.t.     |
|                     |                    |                       |          |
| 24                  | Philippe Gilbert   | Deceuninck–Quick-Step | + 1'41"  |

1e etappe ·
2e etappe ·
3e etappe ·
4e etappe ·
5e etappe ·
6e etappe ·
7e etappe ·
8e etappe ·
9e etappe ·
10e etappe ·
11e etappe ·
12e etappe ·
13e etappe ·
14e etappe ·
15e etappe ·
16e etappe ·
17e etappe ·
18e etappe ·
19e etappe ·
20e etappe ·
21e etappe
Startlijst · Eindstanden · Afbeeldingen